# Jalloul Chaoua
Jalloul Chaoua, né le 9 mars 1943 à Tunis (Bab Souika) et mort le 2 avril 2006, est un footballeur tunisien.

## Biographie
Il évolue durant toute sa carrière au poste de défenseur au sein du Club africain. Il est considéré comme l'un des meilleurs défenseurs du club, tandis que son cousin Salah Chaoua est attaquant dans le même club. 
Il est par ailleurs l'un des membres de l'équipe qui remporte le doublé puis quatre coupes de Tunisie consécutives, disputant ces quatre finales et y ajoutant une cinquième victoire personnelle en 1972.

## Carrière
- 1962-1973 : Club africain (Tunisie)

## Palmarès
- Champion de Tunisie : 1967
- Vainqueur de la coupe de Tunisie : 1967, 1968, 1969, 1970, 1972
- Vainqueur de la coupe du Maghreb des vainqueurs de coupe : 1971
- Vainqueur de la coupe de Tunisie juniors : 1962

## Sélections
- 2 matchs internationaux[1] :
  - 15 octobre 1969 : Tunisie - Palestine (1-1)
  - 25 avril 1971 : Tunisie - République fédérale d'Allemagne olympique (2-0)

## Statistiques personnelles
- 176 matchs en championnat de Tunisie (deux buts)
- 43 matchs en coupe de Tunisie
- 6 matchs en coupe du Maghreb des vainqueurs de coupe